# Ani Rudeva
Anka Aleksandrova Rudeva, detta Ani (in bulgaro Анка Александрова "Ани" Рудева?; Pazardžik, 26 agosto 1945), è un'ex cestista e allenatrice di pallacanestro bulgara.

## Carriera
Con la Bulgaria ha disputato i Campionati europei del 1968.